# Луганський богословський університет
Луганський богословський університет на честь Архістратига Михаїла — вищий богословський навчальний заклад УПЦ МП, що здійснює підготовку священнослужителів, викладачів богословських навчальних закладів, церковних вчених.
Адреса: 91005, Луганська обл., Луганськ, Жовтневий район, пл. Володимирська, 1

## Історія
Луганський Богословський Університет організований 23 грудня 2010 рішенням засідання Священного Синоду УПЦ (МП) № 52.

## Факультети
- богословський;
- економіки, соціології та права;
- церковного співу

## Керівництво
- Ректор — протоієрей Володимир Конончук,
- Проректор з навчальної роботи — архімандрит Пимен (Чеботарьов),
- Проректор з наукової роботи — протоієрей Олег Кислий.